# Hypersonic Air Launched Offensive Anti-Surface
Le Hypersonic Air Launched Offensive Anti-Surface (HALO) est un missile antinavire hypersonique lancé par air, en cours de développement pour l’United States Navy. Il est conçu pour fournir une plus grande capacité de guerre anti-surface que l’AGM-158C LRASM et devrait être compatible avec le Boeing F/A-18E/F Super Hornet. La capacité opérationnelle initiale est attendue en 2028,. Le programme est également appelé le Offensive Anti-Surface Warfare Increment 2 (OASuW Inc 2).
Le 28 mars 2023, le Naval Air Systems Command (NAVAIR) a attribué un contrat de 116 millions de dollars à Raytheon Missiles & Defense et Lockheed Martin pour la maturation technique et le développement par le biais d’une revue de conception préliminaire du système de propulsion. Le contrat devrait commencer en décembre 2024, l’examen initial de la conception de chaque entreprise visant à aboutir à un essai en vol du prototype.
Cependant, lors de la conférence Sea-Air-Space de la Ligue navale des États-Unis en avril 2023, le contre-amiral Stephen Tedford, responsable du programme d’aviation sans pilote et d’armes de frappe chez NAVAIR, a déclaré que le HALO pourrait être « un peu inadapté » car il pourrait ne pas atteindre des vitesses hypersoniques. Tedford a déclaré que le HALO ne peut atteindre que des vitesses supersoniques, plutôt que des vitesses hypersoniques (c’est-à-dire le seuil de Mach 5).